# Knud Stadsgaard
Knud Stadsgaard (28 april 1960) is een voormalig voetbalscheidsrechter uit Denemarken. Hij leidde wedstrijden in de hoogste afdeling van de Deense voetbalcompetitie, de Superligaen, van 1994 tot 2006. Stadsgaard maakte zijn debuut op 17 april 1994 in de competitiewedstrijd Odense BK – Aarhus GF (2-0).  

## Statistieken
| Seizoen   | Competitie  | Duels | Kaarten    | Kaarten                                    | Kaarten     | Pen. |
| Seizoen   | Competitie  | Duels | Kreeg geel | Kreeg voor de tweede keer geel en dus rood | Weggestuurd | Pen. |
| --------- | ----------- | ----- | ---------- | ------------------------------------------ | ----------- | ---- |
| 1993–1994 | Superligaen | 4     | 12         | 0                                          | 0           | 1    |
| 1994–1995 | Superligaen | 13    | 39         |                                            | 3           | 4    |
| 1995–1996 | Superligaen | 19    | 63         |                                            | 4           | 6    |
| 1996–1997 | Superligaen | 16    | 46         |                                            | 2           | 3    |
| 1997–1998 | Superligaen | 15    | 50         |                                            | 5           | 5    |
| 1998–1999 | Superligaen | 16    | 45         |                                            | 5           | 7    |
| 1999–2000 | Superligaen | 20    | 54         |                                            | 6           | 6    |
| 2000–2001 | Superligaen | 16    | 59         |                                            | 4           | 6    |
| 2001–2002 | Superligaen | 17    | 31         |                                            | 4           | 4    |
| 2002–2003 | Superligaen | 16    | 44         |                                            | 0           | 3    |
| 2003–2004 | Superligaen | 16    | 57         |                                            | 1           | 4    |
| 2004–2005 | Superligaen | 16    | 44         |                                            | 3           | 5    |
| 2005–2006 | Superligaen | 13    | 37         | 1                                          | 0           | 2    |
| Totaal    | Totaal      | 197   | 581        | ?                                          | 38          | 56   |

## Interlands
| Datum      | Plaats                 | Wedstrijd                    | Uitslag | Competitie           | Kreeg geel | Kreeg voor de tweede keer geel en dus rood | Weggestuurd |
| ---------- | ---------------------- | ---------------------------- | ------- | -------------------- | ---------- | ------------------------------------------ | ----------- |
| 01.09.1996 | Oslo, Noorwegen        | Noorwegen – Georgië          | 1 – 0   | Vriendschappelijk    | 5          | 0                                          | 0           |
| 05.06.1999 | Bakoe, Azerbeidzjan    | Azerbeidzjan – Liechtenstein | 4 – 0   | EK 2000 kwalificatie | 3          | 0                                          | 0           |
| 05.09.2001 | Serravalle, San Marino | San Marino – Kroatië         | 0 – 4   | WK 2002 kwalificatie | 5          | 0                                          | 0           |